# Догадцево (платформа)
Дога́дцево — остановочный пункт Даниловского направления Северной железной дороги, расположенный в Даниловском районе Ярославской области.
Состоит из двух боковых платформ, отсутствует касса для продажи билетов на пригородные поезда.
Время движения от Ярославля-Главного около 1 часа 2 минут, от станции Данилов — около 34 минут.

## Пригородное сообщение по платформе
| № поезда   | Маршрут движения                        | № поезда  | Маршрут движения                        |
| ---------- | --------------------------------------- | --------- | --------------------------------------- |
| 6225/6226  | Данилов — Телищево                      | 6227/6228 | Телищево — Данилов                      |
| 6215       | Данилов — Ярославль-Главный             | 6214      | Ярославль-Главный — Данилов             |
| 6217       | Данилов — Ярославль (Московский вокзал) | 6220      | Ярославль (Московский вокзал) — Данилов |
| 6219 летн. | Данилов — Ярославль-Главный             |           |                                         |
| 6221       | Данилов — Ярославль (Московский вокзал) | 6224      | Ярославль (Московский вокзал) — Данилов |